# يوهان مارميت
يوهان مارميت (بالإنجليزية: Johan Marmitte)‏ (31 يناير 1977 بموريشيوس - ) هو لاعب كرة قدم موريشيوسي في مركز الوسط. شارك مع منتخب موريشيوس لكرة القدم. أما مع النوادي، فقد لعب مع Curepipe Starlight SC ‏.

## وصلات خارجية
- يوهان مارميت على موقع قاعدة بيانات كرة القدم.إي يو (الإنجليزية)
- يوهان مارميت على موقع ناشيونال فوتبول تيمز (الإنجليزية)